# Borovský potok (dorzecze Hronu)
Borovský potok – potok, dopływ Vajskovskiego Potoku na Słowacji. Ma źródła na wysokości około 1050 m na południowych stokach szczytu Žiar (1408 m) w Niżnych Tatrach. Spływa w południowo-wschodnim kierunku doliną Borové. Na wysokości około 600 m uchodzi do Vajskovskiego Potoku jako jego prawy dopływ. Następuje to w miejscu o współrzędnych 48°51′35″N 19°31′04″E/48,859722 19,517778.
Cała zlewnia Borowskiego Potoku znajduje się w dolinie porośniętej lasem, w dolnej części stoków Niżnych Tatr, poza obrębem Parku Narodowego Nizne Tatry. W dolnej części koryto potok przecina szlak turystyczny.

## Szlaki turystyczne
Wylot doliny Vajskovskiej (Črmné) – Strmý vrštek – sedlo pod Žiarom – Žiar – Žiarska hoľa – Skalka – Kotliská. Czas przejścia: 4.30 h, ↓ 3.50 h